# Traduction amatrice

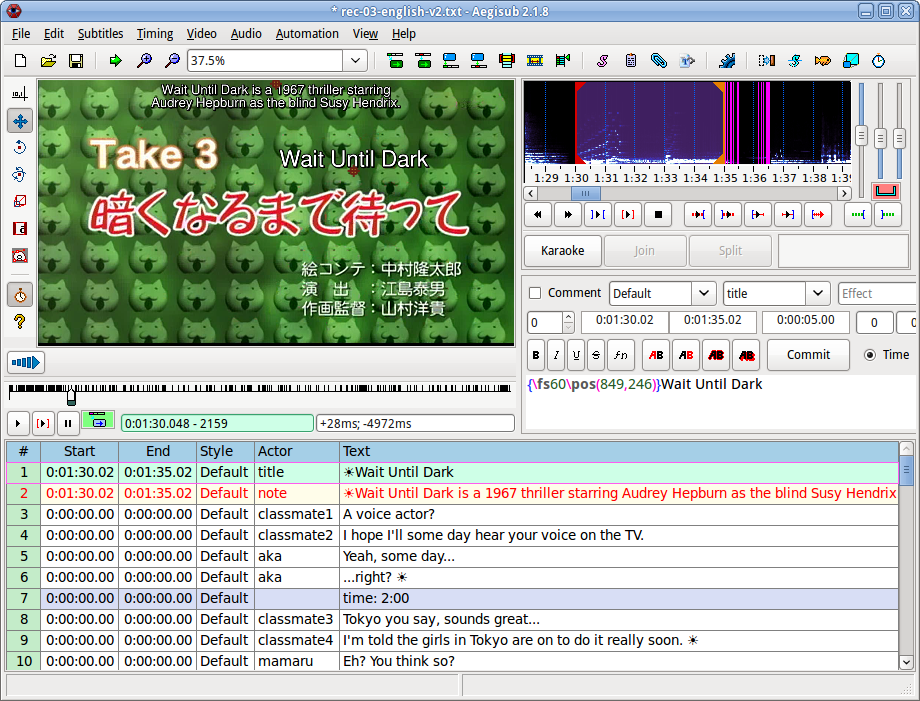
Impression d'écran de Aegisub v2.1.8 sur Linux

La traduction amatrice fait référence à la traduction non officielle de divers médias par des fans, généralement vers une langue dans laquelle une traduction officielle n'existe pas. Ces traductions sont distribuées gratuitement ou pour un prix modique. Le développement de l'Internet a permis aux traducteurs amateurs de collaborer et de distribuer plus efficacement le fruit de leur travail, et de là, a fait exploser le nombre de traductions amatrices. Les traductions amatrices constituent presque toujours une infraction au droit d'auteur. Certaines langues peu usuelles dans la vie de tous les jours comme le latin ou l'espéranto disposent cependant de nombreuses traductions amatrices.

## Médias
Les traductions amatrices regroupent en particulier :
- Fansub – traduction et sous-titrage de films, programmes télévisés et médias assimilés. Pour nombre de langues, les sous-titrages amateurs les plus populaires sont réalisés pour les films hollywoodiens et les séries télé américaines, mais aussi, dans une moindre mesure, les divertissements d'Asie de l'Est, plus particulièrement les animes et tokusatsu.
- Fandub – traduction et doublage de films, séries ou d'émissions télévisuelles par des fans. Il peut s'agir aussi bien de doublages fidèles à l'œuvre doublée comme de doublage modifiant le sens original de l'histoire. Dans ce dernier cas, on peut parler alors de redub, ou bien encore de fundub pour un doublage à vocation humoristique.

- Traduction de jeu vidéo – cette pratique s'est développée avec l'émergence des émulateurs de consoles de jeux vidéo à la fin des années 1990 et se concentre encore essentiellement sur les vieux classiques. Ces traductions sont typiquement distribuées sous la forme de patchs qui modifient les fichiers du jeu original.

- Scanlation – la distribution de bandes dessinées traduites par des amateurs, en particulier les manga, sous la forme d'images numériques qui ont été numérisées et traduites par des fans. Une méthode alternative est de ne distribuer que les textes traduits, ce qui oblige les lecteurs à acheter une copie de l'ouvrage dans la langue d'origine.

- Traduction amatrice de fictions écrites, en particulier des nouvelles, mais parfois des romans entiers[1].